# Tableau périodique étendu
Pour les articles homonymes, voir Tableau.

Tableau périodique étendu proposé par P. Pyykkö.

Un tableau périodique étendu est un tableau périodique comportant des éléments chimiques au-delà de la 7e période, éléments hypothétiques de numéro atomique supérieur à 118 (correspondant à l'oganesson) classés en fonction de leurs configurations électroniques calculées.
Le premier tableau périodique étendu a été théorisé par Glenn Seaborg en 1969 : il prévoyait une 8e période contenant 18 éléments du bloc g et une nouvelle famille d'éléments chimiques dite des « superactinides ». D'autres tableaux étendus ont été publiés par la suite, répartissant les éléments sur parfois 9 périodes, comme celui proposé en 1971 par Fricke et al. ou celui proposé en 2011 par Pekka Pyykkö.

## Limite du tableau périodique
Rien ne permet de préciser le nombre maximum de protons et d'électrons qu'un même atome peut contenir. La limite d'observabilité pratique est généralement estimée à au plus Z = 130, dans la mesure où l'existence des atomes superlourds se heurte à la limite de stabilité des noyaux. Cela place la fin du tableau périodique peu après l'une des valeurs proposées pour le dernier îlot de stabilité, centré dans ce cas autour de Z = 126.
Richard Feynman releva en 1948 qu'une interprétation simple de l'équation de Dirac semi-relativiste aboutit à l'impossibilité de représenter les orbitales atomiques lorsque le numéro atomique Z est supérieur à 1⁄α ≈ 137, où α est la constante de structure fine : de tels atomes ne pourraient avoir d'orbitale électronique stable pour plus de 137 électrons, ce qui rendrait impossible l'existence d'atomes électriquement neutres au-delà de 137 protons ; l'élément 137 est depuis lors parfois surnommé « feynmanium ».
Le modèle de Bohr donne par ailleurs une vitesse v1s supérieure à la vitesse de la lumière c pour les électrons de la sous-couche 1s dans le cas où Z > 137 :
{\displaystyle v_{1\mathrm {s} }=c\alpha Z\approx {\frac {c}{137{.}036}}Z}.
Une étude plus poussée, prenant notamment en compte la taille non nulle du noyau, montre cependant que le nombre critique de protons pour lequel l'énergie de liaison électron-noyau devient supérieure à 2m0c2, où m0 représente la masse au repos d'un électron ou d'un positron, vaut Zcrit ≈ 173 : dans ce cas, si la sous-couche 1s n'est pas pleine, le champ électrostatique du noyau y crée une paire électron-positron,, d'où l'émission d'un positron ; si ce résultat n'écarte pas complètement la possibilité d'observer un jour des atomes comprenant plus de 173 protons, il met en lumière un facteur supplémentaire d'instabilité les concernant.

## Conjectures au-delà de la7epériode

### 8epériode
Au-delà des sept périodes standard, une huitième période est envisagée pour classer les atomes — à ce jour inobservés — ayant plus de 118 protons. Cette huitième période serait la première à posséder des éléments du bloc g, caractérisés à l'état fondamental par des électrons sur une orbitale g. Néanmoins, compte tenu des limites à la périodicité aux confins du tableau — effets relativistes sur les électrons des très gros atomes — qui deviennent significatifs dès le dernier tiers de la 7e période, il est peu probable que la configuration électronique de tels atomes obéisse aux règles observées tout au long des six premières périodes. Il est en particulier délicat d'établir le nombre d'éléments contenus dans ce bloc g : la règle de Klechkowski en prédit 18, mais la méthode de Hartree-Fock en prédit 22.
Le tableau périodique étendu à la huitième période avec 22 éléments dans le bloc g pourrait ainsi présenter l'aspect suivant :
| 1 | H   |     |   |     |     |     |     |     |     |     |     |     |     |     |     |     |     |     |     |     |     |     |     |     |     |     |     |     |     |     |     |     | He  |
| 2 | Li  | Be  |   |     |     |     |     |     |     |     |     |     |     |     |     |     |     |     |     |     |     |     |     |     |     |     |     | B   | C   | N   | O   | F   | Ne  |
| 3 | Na  | Mg  |   |     |     |     |     |     |     |     |     |     |     |     |     |     |     |     |     |     |     |     |     |     |     |     |     | Al  | Si  | P   | S   | Cl  | Ar  |
| 4 | K   | Ca  |   |     |     |     |     |     |     |     |     |     |     |     |     |     |     | Sc  | Ti  | V   | Cr  | Mn  | Fe  | Co  | Ni  | Cu  | Zn  | Ga  | Ge  | As  | Se  | Br  | Kr  |
| 5 | Rb  | Sr  |   |     |     |     |     |     |     |     |     |     |     |     |     |     |     | Y   | Zr  | Nb  | Mo  | Tc  | Ru  | Rh  | Pd  | Ag  | Cd  | In  | Sn  | Sb  | Te  | I   | Xe  |
| 6 | Cs  | Ba  |   | La  | Ce  | Pr  | Nd  | Pm  | Sm  | Eu  | Gd  | Tb  | Dy  | Ho  | Er  | Tm  | Yb  | Lu  | Hf  | Ta  | W   | Re  | Os  | Ir  | Pt  | Au  | Hg  | Tl  | Pb  | Bi  | Po  | At  | Rn  |
| 7 | Fr  | Ra  |   | Ac  | Th  | Pa  | U   | Np  | Pu  | Am  | Cm  | Bk  | Cf  | Es  | Fm  | Md  | No  | Lr  | Rf  | Db  | Sg  | Bh  | Hs  | Mt  | Ds  | Rg  | Cn  | Nh  | Fl  | Mc  | Lv  | Ts  | Og  |
| 8 | 119 | 120 | * | 143 | 144 | 145 | 146 | 147 | 148 | 149 | 150 | 151 | 152 | 153 | 154 | 155 | 156 | 157 | 158 | 159 | 160 | 161 | 162 | 163 | 164 | 165 | 166 | 167 | 168 | 169 | 170 | 171 | 172 |
|   |     |     | ↓ |     |     |     |     |     |     |     |     |     |     |     |     |     |     |     |     |     |     |     |     |     |     |     |     |     |     |     |     |     |     |
|   |     |     | * | 121 | 122 | 123 | 124 | 125 | 126 | 127 | 128 | 129 | 130 | 131 | 132 | 133 | 134 | 135 | 136 | 137 | 138 | 139 | 140 | 141 | 142 |     |     |     |     |     |     |     |     |

### 9epériode
Une neuvième période est parfois évoquée, mais, compte tenu de l'incertitude réelle quant à la possibilité d'observer à terme plus d'une dizaine d'éléments nouveaux sur la huitième période, tous les éléments de numéro atomique supérieur à 130 relèvent a priori de la pure extrapolation mathématique. À noter qu'une variante de la table ci-dessus, proposée par Fricke et al. en 1971 et revue par Pekka Pyykkö en 2011, répartit les 172 mêmes éléments sur 9 périodes, et non 8, en les distribuant de manière non périodique : les éléments 139 et 140 sont ainsi placés entre les éléments 164 et 169, dans le bloc p et non plus dans le bloc g, tandis que les éléments 165 à 168 sont placés sur une 9e période dans les blocs s et p :
| 1 | H   |     |   |     |     |     |     |     |     |     |     |     |     |     |     |     |     |     |     |     |     |     |     |     |     |     |     |     |     |     |     |     | He  |
| 2 | Li  | Be  |   |     |     |     |     |     |     |     |     |     |     |     |     |     |     |     |     |     |     |     |     |     |     |     |     | B   | C   | N   | O   | F   | Ne  |
| 3 | Na  | Mg  |   |     |     |     |     |     |     |     |     |     |     |     |     |     |     |     |     |     |     |     |     |     |     |     |     | Al  | Si  | P   | S   | Cl  | Ar  |
| 4 | K   | Ca  |   |     |     |     |     |     |     |     |     |     |     |     |     |     |     | Sc  | Ti  | V   | Cr  | Mn  | Fe  | Co  | Ni  | Cu  | Zn  | Ga  | Ge  | As  | Se  | Br  | Kr  |
| 5 | Rb  | Sr  |   |     |     |     |     |     |     |     |     |     |     |     |     |     |     | Y   | Zr  | Nb  | Mo  | Tc  | Ru  | Rh  | Pd  | Ag  | Cd  | In  | Sn  | Sb  | Te  | I   | Xe  |
| 6 | Cs  | Ba  |   | La  | Ce  | Pr  | Nd  | Pm  | Sm  | Eu  | Gd  | Tb  | Dy  | Ho  | Er  | Tm  | Yb  | Lu  | Hf  | Ta  | W   | Re  | Os  | Ir  | Pt  | Au  | Hg  | Tl  | Pb  | Bi  | Po  | At  | Rn  |
| 7 | Fr  | Ra  |   | Ac  | Th  | Pa  | U   | Np  | Pu  | Am  | Cm  | Bk  | Cf  | Es  | Fm  | Md  | No  | Lr  | Rf  | Db  | Sg  | Bh  | Hs  | Mt  | Ds  | Rg  | Cn  | Nh  | Fl  | Mc  | Lv  | Ts  | Og  |
| 8 | 119 | 120 | * | 141 | 142 | 143 | 144 | 145 | 146 | 147 | 148 | 149 | 150 | 151 | 152 | 153 | 154 | 155 | 156 | 157 | 158 | 159 | 160 | 161 | 162 | 163 | 164 | 139 | 140 | 169 | 170 | 171 | 172 |
| 9 | 165 | 166 | ↓ |     |     |     |     |     |     |     |     |     |     |     |     |     |     |     |     |     |     |     |     |     |     |     |     | 167 | 168 |     |     |     |     |
|   |     |     | * | 121 | 122 | 123 | 124 | 125 | 126 | 127 | 128 | 129 | 130 | 131 | 132 | 133 | 134 | 135 | 136 | 137 | 138 |     |     |     |     |     |     |     |     |     |     |     |     |

## Méthodes de synthèse d'éléments superlourds
|               | Ion           | Cible             | Nucléide             | Année     |
| Rutherfordium | 22 10Ne 12 6C | 242 94Pu 249 98Cf | 259 104Rf 257 104Rf  | 1964 1969 |
| Dubnium       | 22 10Ne 15 7N | 243 95Am 249 98Cf | 261 105Db 260 105Db  | 1968 1970 |
| Seaborgium    | 18 8O 54 24Cr | 249 98Cf 208 82Pb | 263m 106Sg 260 106Sg | 1974      |
| Bohrium       | 54 24Cr       | 209 83Bi          | 262 107Bh            | 1981      |
| Hassium       | 58 26Fe       | 208 82Pb          | 265 108Hs            | 1984      |
| Meitnérium    | 58 26Fe       | 209 83Bi          | 266 109Mt            | 1982      |
| Darmstadtium  | 62 28Ni       | 208 82Pb          | 269 110Ds            | 1994      |
| Roentgenium   | 64 28Ni       | 209 83Bi          | 272 111Rg            | 1994      |
| Copernicium   | 70 30Zn       | 208 82Pb          | 277 112Cn            | 1996      |
| Nihonium      | 70 30Zn       | 209 83Bi          | 278 113Nh            | 2004      |
| Flérovium     | 48 20Ca       | 244 94Pu          | 289 114Fl            | 2003      |
| Moscovium     | 48 20Ca       | 243 95Am          | 287 115Mc            | 2003      |
| Livermorium   | 48 20Ca       | 248 96Cm          | 293 116Lv            | 2000      |
| Tennesse      | 48 20Ca       | 249 97Bk          | 293 117Ts            | 2010      |
| Oganesson     | 48 20Ca       | 249 98Cf          | 294 118Og            | 2002      |

La synthèse de nouveaux éléments superlourds passe par la maîtrise des techniques de fusion nucléaire. Celles-ci consistent à projeter des noyaux atomiques les uns contre les autres avec suffisamment d'énergie pour former un état transitoire appelé noyau composé, à partir duquel les nucléons des noyaux incidents peuvent se réorganiser en couches nucléaires correspondant à un noyau unique.

### Fusion chaude et fusion froide
On distingue généralement la fusion dite « chaude », qui produit des noyaux composés pourvus d'une énergie d'excitation de l'ordre de 40 à 50 MeV, de la fusion dite « froide » (qui, dans ce contexte, n'a aucun rapport avec le concept médiatique également appelé « fusion froide »), produisant des noyaux composés à l'énergie d'excitation d'environ 10 à 20 MeV. Dans le premier cas, la probabilité que les collisions forment des noyaux composés augmente, mais ces noyaux fissionnent le plus souvent, avec une faible probabilité de dissiper leur énergie d'excitation en émettant quelques neutrons (typiquement de 3 à 5) pour former un noyau superlourd unique, dont la désintégration peut être détectée ; dans le second cas, la probabilité de former des noyaux composés est plus faible, mais avec également une probabilité plus faible que les noyaux composés ainsi formés subissent une fission spontanée, ce qui peut favoriser la formation de noyaux superlourds après émission d'un ou deux neutrons.

### Cibles et projectiles
En pratique, la fusion chaude consiste à utiliser une cible en actinide (sur la 7e période du tableau périodique) sur laquelle sont accélérés très fortement des ions assez légers de la 2e période, voire de la 3e période. La fusion froide, quant à elle, fait intervenir des cibles plus légères — un métal pauvre de la 6e période comme le plomb ou le bismuth — sur lesquelles sont accélérés des ions plus lourds, typiquement un métal de la 4e période. Les premiers transactinides (éléments 104Rf et 105Db) ont été obtenus par fusion chaude, tandis que le seaborgium (élément 106) a été découvert en 1974 par deux équipes indépendantes travaillant l'une aux États-Unis par fusion chaude et l'autre en URSS par fusion froide :
Fusion chaude :
18
8O + 249
98Cf → 267
106Sg* → 263m
106Sg + 4 1
0n.
Fusion froide :
54
24Cr + 208
82Pb → 262
106Sg* → 260
106Sg + 2 1
0n.
54
24Cr + 208
82Pb → 262
106Sg* → 261
106Sg + 1
0n.
La fusion froide a ensuite permis de découvrir les éléments 107Bh, 108Hs, 109Mt, 110Ds, 111Rg, 112Cn et 113Nh. Ce dernier a été obtenu en 2004 en fusionnant l'ion métallique le plus lourd de la 4e période avec la cible la plus lourde utilisable sur la 6e période :
70
30Zn + 209
83Bi → 279
113Nh* → 278
113Nh + 1
0n.
Les nucléides superlourds suivants ont par conséquent été synthétisés par une méthode différente, tirant parti des propriétés exceptionnelles du calcium 48, souvent qualifié de silver bullet (c'est-à-dire de solution inespérée), mettant en œuvre une fusion chaude avec des cibles en actinide, plus riches en neutrons, et un ion plus lourd de la 4e période : le 48
20Ca ; cette méthode a permis de découvrir les cinq éléments 114Fl, 115Mc, 116Lv, 117Ts et 118Og.

## Tentatives de synthèse d'éléments de la8epériode
Un grand nombre de paramètres doit être pris en compte pour parvenir à produire des nucléides de la 8e période.
Une réaction de fusion a généralement un rendement d'autant plus élevé qu'elle est asymétrique, c'est-à-dire que le rapport des nombres de masse entre la cible et l'ion utilisé comme projectile est plus élevé. Cela entre en ligne de compte lorsqu'on accélère un ion métallique de la 4e période sur un actinide de la 7e période.
Le taux de neutrons dans les noyaux atomiques augmente avec le numéro atomique : le ratio N⁄Z vaut par exemple 1 à 1,2 pour les isotopes stables du néon sur la 2e période, mais vaut 1,52 pour le bismuth 209 (6e période) et 1,60 pour le plutonium 244 (7e période). Les projectiles doivent par conséquent être aussi riches en neutrons que possible, sinon les noyaux produits par fusion seront trop riches en protons et se désintégreront avant de pouvoir être observés. Le calcium 48 est ainsi un projectile de choix, car il est à la fois léger, quasiment stable, et particulièrement riche neutrons, avec un ratio N⁄Z de 1,4 : c'est lui qui a permis la découverte des éléments 114Fl, 115Mc, 116Lv, 117Ts et 118Og. Des alternatives plus lourdes au 48Ca existent, mais sont moins riches en neutrons, par exemple le titane 50 (N⁄Z = 1,27), le nickel 64 (N⁄Z = 1,29), le zinc 70 (N⁄Z = 1,33) et surtout le palladium 110 (N⁄Z = 1,39) ; l'utilisation d'ions plus lourds rend cependant la réaction plus symétrique, ce qui réduit sa probabilité de succès.
La double contrainte de conserver une réaction asymétrique et de produire des nucléides riches en neutrons implique d'utiliser des cibles formées d'atomes eux-mêmes de plus en plus lourds. Les cibles utilisées aujourd'hui sont des actinides déjà difficiles à produire en quantité et avec une pureté suffisantes, et qui de surcroît se désintègrent rapidement : par exemple, le berkélium 249 utilisé pour synthétiser l'élément 117 au JINR en 2010 n'était alors produit qu'au laboratoire national d'Oak Ridge et se désintègre avec une période radioactive d'environ 330 jours. Il est par conséquent difficile en pratique de disposer de cibles formées d'atomes beaucoup plus lourds : le fermium 257, par exemple, qui ferait une excellente cible pour tenter la synthèse de l'élément 120 avec le calcium 48, ne peut être produit qu'à raison de quelques picogrammes (10−12 g) par livraison, alors qu'on peut disposer de milligrammes (10−3 g) de berkélium 249.
Pour ces raisons, les tentatives de synthèse d'éléments de la 8e période ont consisté en des fusions chaudes d'ions de titane 50, de chrome 54, de fer 58 ou de nickel 64 sur des cibles en plutonium 242, en curium 248, en berkélium 249 ou en californium 249 :
- élément 119[12] : 50
22Ti + 249
97Bk → 299
119Uue* ;
- élément 120[13] : 54
24Cr + 248
96Cm → 302
120Ubn* ; 50
22Ti + 249
98Cf → 302
120Ubn* ;
- élément 122[14] : 58
26Fe + 248
96Cm → 306
122Ubb* ; 64
28Ni + 242
94Pu → 306
122Ubb*.

Cette configuration réduit la probabilité de succès de l'expérience, mais, en contrepartie, rend la fusion plus froide, ce qui réduit l'énergie d'excitation du noyau composé résultant, lequel aura ainsi tendance à se désintégrer moins vite. Aucune de ces tentatives n'avait cependant été fructueuse en 2016.

## Acteurs de ces recherches
Seuls quelques laboratoires dans le monde sont équipés d'infrastructures permettant d'atteindre les sensibilités requises — avec des sections efficaces de l'ordre du femtobarn, soit 10−43 m2, ou encore 10−25 nm2 — pour la détection de noyaux aussi lourds que ceux de la huitième période. D'une manière générale, la mise en commun des ressources de ces laboratoires est de mise pour parvenir à des résultats probants :
- GSI Helmholtzzentrum für Schwerionenforschung (GSI, à Darmstadt, en Hesse), où ont été synthétisés les éléments 107, 108, 109, 110, 111 et 112 ;
- RIKEN près de Tokyo, au Japon, où a été synthétisé l'élément 113 ;
- Joint Institute for Nuclear Research (JINR, à Doubna, dans l'oblast de Moscou) — un centre de recherche à la pointe dans ce domaine depuis un demi-siècle, dont fait notamment partie le Flerov Laboratory for Nuclear Reactions (FLNR), où ont été synthétisés les éléments 114, 115, 116, 117 et 118 ;
- Lawrence Livermore National Laboratory (LLNL, à Livermore, en Californie), qui a activement collaboré avec le RIKEN et le JINR (notamment en ce qui concerne les cibles en actinide) pour parvenir à produire les éléments 113 à 118.

En Suisse, l'Organisation européenne pour la recherche nucléaire (CERN, canton de Genève), et l'Institut Paul Scherrer (PSI, canton d'Argovie), comptent également parmi les organisations notables dans ce domaine de recherches, par exemple dans la caractérisation des nucléides identifiés. En France, le Grand accélérateur national d'ions lourds (GANIL, en Normandie), a proposé dans les années 2000 une approche différente, fondée sur l'accélération d'ions d'uranium 238 sur des cibles en nickel et en germanium pour étudier les propriétés de désintégration des noyaux composés comprenant 120 et 124 protons afin de localiser le prochain nombre magique de protons parmi les différentes valeurs proposées par les théories existantes.